# Нода Кейіті
Кейічі Нода (яп. 野田 圭一, нар. 14 вересня 1943) — відомий японський сейю і актор.

## Біографія
Працює в таких жанрах, як-от мультфільм, аніме, фантастика. Усього озвучив 36 стрічки, з 1966 року по 2009 рік.

## Озвучення фільмів
- «Tokusou sentai Dekarenjâ vs Abaranger» (відео, 2005)
- «Трансформери: Зона» (відео, 1990)
- Tenshi no Tamago (1985)
- Kinnikuman: Ôabare! Seigi chôjin (1984)
- Людина-лінза (1984)
- Досягти Терри (1980)
- Великий морський монстр (1976)
- Великий Мазінгер проти Робота Геттера (1975)
- Мазінгер Зет проти Генерала Темряви (1974)
- Ханзо-Клинок 3: Хто забрав золото? (1974)
- Гамера проти Зігри (1971)
- Aa, kaigun (1970)
- Kawaii Akuma: Iimono ageru (1970)
- Корабель-примара (1969)
- Гок, викрадач тел з пекла (1968)
- Гамера проти Віраса (1968)

## Озвучення серіалів
- Махороматик: Ласкаво просимо додому (серіал, 2009)
- Цей жахливий і прекрасний світ (серіал, 2004)
- Декарейнджер (серіал, 2004—2005)
- Hyakujû sentai Gaorenjâ (серіал, 2001—2002)
- One Piece (серіал, 1999 — …)
- Ginga Eiyū Densetsu (серіал, 1989)
- Трансформери: Воїни великої сили (серіал, 1988—1989)
- Lensman: Kozûmosu no daisensô (серіал, 1987—1989)
- Трансформери: Властоголови (серіал, 1987—1988)
- Червоний фотон Зілліон (серіал, 1987)
- Лицарі Зодіаку (серіал, 1986—1989)
- Історії Кленового міста (серіал, 1986—1987)
- Кулак Північної зірки (серіал, 1984—1987)
- Аркадія моєї юності (серіал, 1982—1983)
- Дракула (ТВ, 1980)
- Кіборг 009 (серіал, 1979—1980)
- Капітан Фьючер (серіал, 1978—1979)
- Великий Мазінгер (серіал, 1974—1975)
- Кіборг 009 (серіал, 1968)

## Актор
- Червоний ангел (1966)